# Mel Brooks
Pour les articles homonymes, voir Brooks et Kaminsky.
Melvin Kaminsky, dit Mel Brooks, né le 28 juin 1926 à New York,, est un réalisateur, acteur, producteur exécutif, scénariste, compositeur et producteur américain. Durant une carrière s'étendant sur plus de sept décennies, il s'est fait connaître pour ses farces et ses parodies à succès.
Il a reçu de nombreuses distinctions et est l'une des personnes à avoir remporté l'EGOT, c'est-à-dire un Emmy Award, un Grammy Award, un Oscar, et un Tony Award. Il a reçu un Kennedy Center Honor en 2009, une étoile sur le Hollywood Walk of Fame en 2010, l'AFI Life Achievement Award en 2013, un British Film Institute Fellowship (en) en 2015, la médaille nationale des arts en 2016, un BAFTA Fellowship en 2017, et l'Oscar d'honneur en 2024.
Brooks commence sa carrière en tant que comique et scénariste pour l'émission de variétés Your Show of Shows (en) de Sid Caesar de 1950 à 1954. Avec Carl Reiner, il crée le sketch 2000 Year Old Man, et sortent ensemble plusieurs albums comiques, à commencer par 2000 Year Old Man en 1960. En 1963, Il co-réalise avec Ernest Pintoff un court-métrage parodique sur l'art moderne intitulé The Critic qui lui vaut l'Oscar du meilleur court métrage d'animation. Avec Buck Henry, il crée la sitcom à succès Max la Menace, qui met en vedette Don Adams et est diffusée de 1965 à 1970.
Il remporte l'Oscar du meilleur scénario original pour Les Producteurs (1967). Il se fait ensuite connaître avec Le Mystère des douze chaises (1970), Le shérif est en prison (1974), Frankenstein Junior (1974), La Dernière Folie de Mel Brooks (1976), Le Grand Frisson (1977), La Folle Histoire du monde (1981), La Folle Histoire de l'espace (1987), Sacré Robin des Bois (1993), et Dracula, mort et heureux de l'être (1995). Une adaptation musicale de son premier film, Les Producteurs, est mise en scène à Broadway de 2001 à 2007 et lui vaut trois Tony Awards. Le projet est transformé en comédie musicale en 2005. Il écrit et produit la série La Folle Histoire du monde 2 en 2023.
Brooks est marié à l'actrice Anne Bancroft de 1964 jusqu'à sa mort en 2005. Leur fils Max Brooks est acteur et auteur, connu pour son roman World War Z : Une histoire orale de la guerre des zombies (2006). En 2021, Mel Brooks publie ses mémoires intitulés All About Me ! My Remarkable Life in Show Business (« Moi et encore moi ! Mon incroyable vie dans le show business »). Trois de ses films figurent sur la liste des 100 meilleures comédies des 100 dernières années (1900-2000) de l'American Film Institute, toutes classées dans le top 15 : Le shérif est en prison à la 6e place, Les Producteurs à la 11e place, et Frankenstein Junior à la 13e place.

## Biographie
Né dans une famille juive germano-russe, à New York le 28 juin 1926, Mel Brooks travaille comme comique après avoir servi dans l’armée de terre lors de la Seconde Guerre mondiale.
Avec Woody Allen, Neil Simon, Carl Reiner et d’autres, il écrit pour le Sid Caesar’s Your Show of Shows, lequel devient le Caesar’s Hour. Mel Brooks et Buck Henry travaillent ensemble pour créer à la télévision la parodie d’espionnage Max la Menace (Get Smart) diffusée de 1965 à 1970, avec Don Adams.
Durant cette époque où il est producteur de théâtre, il épouse en 1964 l’actrice Anne Bancroft (avec qui il a un fils Max en 1972, et reste marié jusqu'au décès d'Anne Bancroft en 2005) et coréalise avec Ernest Pintoff son premier film : un court-métrage parodique sur l’art moderne intitulé The Critic, qui remporte un Oscar. Il écrit ensuite un scénario fondé sur son expérience avec les producteurs de Broadway, qui devient son premier long métrage en tant que réalisateur : Les Producteurs (The Producers) et qui remporte son deuxième et dernier Oscar. C'est là qu'il fait la connaissance de l'acteur qui devient son coéquipier dans bon nombre de ses films, Gene Wilder. Lors de la sortie de son deuxième long métrage en 1970, Le Mystère des douze chaises (The Twelve Chairs), Hollywood critique le film comme étant trop juif. En 1974, alors qu'il est en train de tourner un de ses plus célèbres films, Le shérif est en prison, Gene Wilder lui propose un scénario original. Il s'agit alors de Frankenstein Junior, une parodie du grand film des années 1930, qui devient par la suite son film le plus célèbre, avec Les Producteurs. Le rôle d'Igor est alors joué par Marty Feldman. Le reste de la troupe est constitué de Teri Garr, Cloris Leachman, Peter Boyle (apparaissant quelques années plus tard aux côtés de Robert De Niro dans Taxi Driver) et on peut même apercevoir Gene Hackman dans le rôle de l'ermite aveugle.

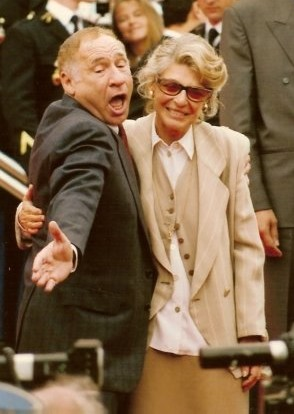
Mel Brooks avec Anne Bancroft au festival de Cannes (1991).

En 1981, pour La Folle Histoire du monde, Mel est à l'origine d'un morceau de rap intitulé It's good to be the king (C'est bon d'être le roi) où il apparaît, dans cette séquence filmée, déguisé en Louis XVI : le clip, extrait de son film, est un tube planétaire. Mel récidive avec d'autres morceaux rap comme Inquisition, sans toutefois connaître un succès comparable à It's good to be the king…
Travaillant simultanément comme scénariste, metteur en scène et acteur, Mel Brooks obtint beaucoup de mauvaises critiques dues à son style excessif. En 1983, aux côtés d’Anne Bancroft, il est seulement producteur et acteur dans le film To Be or Not to Be, remake du classique d’Ernst Lubitsch.
En tant que producteur, il œuvre dans un registre beaucoup plus dramatique et au cours des années 1980, au sein de sa société de production Brooksfilms il produit des projets aussi variés que La Mouche (The Fly), Elephant Man, Les Guerriers du soleil, et 84 Charing Cross Road mettant en vedette Anne Bancroft.
En 1991, il fait une tentative de film non-parodique avec Chienne de vie (Life Stinks), mais le film est un échec. Il revient alors à son domaine de prédilection, les parodies avec Sacré Robin des Bois (Robin Hood : Men in Tights) et Dracula, mort et heureux de l'être (Dracula: Dead and Loving it).
Mel Brooks passe la deuxième moitié des années 1990 à jouer le rôle d’Oncle Phil dans la série télévisée Dingue de toi sur NBC. En 2001, la version théâtrale des Producteurs, avec Nathan Lane et Matthew Broderick, connaît un triomphe et bat un record en remportant un Grammy et douze Tony Awards mais aussi un oscar et un Emmy.
Mel Brooks fait partie des 16 artistes à avoir réalisé le grand chelem des récompenses américaines les plus prestigieuses, c'est-à-dire remporter : les Emmys, les Grammys, les Oscars et les Tony Awards.

## Filmographie

### Réalisateur
- 1968 : Les Producteurs (The Producers)
- 1970 : Le Mystère des douze chaises (The Twelve Chairs)
- 1974 : Frankenstein Junior (Young Frankenstein)
- 1974 : Le Shérif est en prison (Blazing Saddles)
- 1976 : La Dernière Folie de Mel Brooks (Silent Movie)
- 1977 : Le Grand Frisson (High Anxiety)
- 1981 : La Folle Histoire du monde (History of the World, Part I)
- 1987 : La Folle Histoire de l'espace (Spaceballs)
- 1991 : Chienne de vie (Life Stinks)
- 1993 : Sacré Robin des bois (Robin Hood : Men in Tights)
- 1995 : Dracula, mort et heureux de l'être (Dracula: Dead and Loving it)
- 2023 : La Folle Histoire du monde 2 (History of the World, Part II)

### Acteur
- 1962 : Timex All-Star Comedy Show
- 1970 : Le Mystère des douze chaises (The Twelve Chairs) : Tikon
- 1974 : Le shérif est en prison (Blazing Saddles) : le gouverneur William J. Lepetomane ; le chef des Indiens
- 1976 : La Dernière Folie de Mel Brooks (Silent Movie) : Mel Funn
- 1977 : Le Grand Frisson (High Anxiety) : Dr Richard H. Thorndyke
- 1979 : Les Muppets, le film : Professeur Max Krassmann
- 1981 : La Folle Histoire du monde[14] (History of the World, Part I) : Moïse, Comicus, Tomás de Torquemada, Louis XVI et Jacques le valet de pisse
- 1983 : To Be or Not to Be : Frederick Bronski
- 1987 : La Folle Histoire de l'espace (Spaceballs) : Yaourt et le président Esbroufe
- 1991 : Chienne de vie (Life Stinks) : Goddard Bolt
- 1993 : Sacré Robin des bois (Robin Hood : Men in Tights) : le rabbin Tuckman
- 1993 : Mel Brooks - An Audience
- 1994 : Les Chenapans (The Little Rascals) : M. Welling
- 1995 : Dracula, mort et heureux de l'être (Dracula: Dead and Loving it) : Dr Abraham Van Helsing
- 1997 : Mel Brooks Selections
- 1999 : Screw Loose (en)
- 2027 : La Folle Histoire de l'espace 2 (Spaceballs 2) : Yaourt

#### Doublage
- 1963 : The Critic (court métrage d'animation) : le narrateur (voix)
- 1975 : The 2000 Year Old Man (téléfilm) : The 2000 Year Old Man (voix)
- 1991 : Allô maman, c'est encore moi (Look Who's Talking Too) : Mr. Toilet Man
- 2003 : Piggly et ses amis (série télévisée d’animation) : Wiley le mouton
- 2005 : Robots : Bigweld
- 2014 : M. Peabody et Sherman : Les Voyages dans le temps : Albert Einstein
- 2015 : Hôtel Transylvanie 2 de Genndy Tartakovsky : Vlad
- 2016 : The Guardian Brothers : Mr Rogman
- 2018 : Hôtel Transylvanie 3 : Des vacances monstrueuses de Genndy Tartakovsky : Vlad
- 2022 : Samouraï Academy de Rob Minkoff, Mark Koetsier et Chris Bailey : Shogun
- 2023 : La Folle Histoire du monde 2 (History of the World, Part II) : le narrateur

### Producteur
- 1975 : When Things Were Rotten
- 1977 : Le Grand Frisson (High Anxiety)
- 1980 : Elephant Man
- 1983 : Être ou ne pas être (To Be or Not to Be)
- 1985 : Le Docteur et les Assassins
- 1986 : La Mouche (The Fly)
- 1986 : Les Guerriers du soleil (Solarbabies)
- 1987 : 84 Charing Cross Road
- 1989 : La Mouche 2 (The Fly II)
- 1992 : Psychose meurtrière (The Vagrant)
- 1993 : Sacré Robin des Bois (Robin Hood : Men in Tights)
- 1995 : Dracula, mort et heureux de l'être (Dracula: Dead and Loving it)
- 2005 : Les Producteurs (The Producers)
- 2023 : La Folle Histoire du monde 2 (History of the World, Part II)

### Scénariste
- 1954 : New Faces
- 1957 : Caesar's Hour (en)
- 1963 : The Critic
- 1968 : Les Producteurs (The Producers)
- 1970 : Le Mystère des douze chaises (The Twelve Chairs)
- 1974 : Frankenstein Junior (Young Frankenstein)
- 1974 : Le shérif est en prison (Blazing Saddles)
- 1976 : La Dernière Folie de Mel Brooks (Silent Movie)
- 1977 : Le Grand Frisson (High Anxiety)
- 1993 : Sacré Robin des bois (Robin Hood : Men in Tights)
- 1995 : Dracula, mort et heureux de l'être (Dracula: Dead and Loving it)
- 1999 : Screw Loose (en)
- 2023 : La Folle Histoire du monde 2 (History of the World, Part II)

## Discographie
- 1981 : It's Good to Be the King Rap
- 1983 : To Be or Not to Be (The Hitler Rap)

## Distinctions

### Récompenses
American Comedy Awards
- 1987 (en) : Lifetime Achievement Award pour l'ensemble de sa carrière[15]
- 1997 (en) : Plus drôle participation d'un invité dans une série télévisée pour Dingue de toi (Mad About You)
- 2000 (en) : Plus drôle participation d'un invité dans une série télévisée pour Dingue de toi

American Film Institute Awards
- 2013 : AFI Life Achievement Award pour l'ensemble de sa carrière[16]

British Academy Film Awards
- 2017 : Fellowship Award pour l'ensemble de sa carrière[17]

Festival du film de Londres
- Festival du film de Londres 2015 : Film Institute Fellowship (en) pour l'ensemble de sa carrière[18]

CINE Golden Eagle Award (en)
- 1963 : Pour le court-métrage d'animation The Critic[19]

Drama Desk Awards
- 2001 : Meilleure comédie musicale pour The Producers (comédie musicale)[20]
- 2001 : Meilleur livret de comédie musicale pour The Producers (comédie musicale)[20]
- 2001 : Meilleures paroles pour The Producers (comédie musicale)[20]

Drama League Awards
- 2001 : Meilleure production d'une comédie musicale pour The Producers (comédie musicale)[21]

Prix Ernst Lubitsch
- 2009 : Pour l'ensemble de sa carrière[22],[23]

Grammy Awards
- 1999 : Meilleur album comique pour The 2000 Year Old Man In The Year 2000[24]
- 2002 : Meilleur album comique pour Recording The Producers - A Musical Romp With Mel Brooks[24]
- 2002 : Meilleur album de comédie musicale pour The Producers (comédie musicale)[24]

Hugo Awards
- 1975 : Meilleure présentation dramatique pour Frankenstein Junior (Young Frankenstein)[25]

Laurence Olivier Awards
- 2005 : Meilleure comédie musicale pour The Producers (comédie musicale)[26]

Nebula Awards
- 1976 : Meilleur scénario pour Frankenstein Junior[27]

New York Drama Critics' Circle Awards
- 2001 Meilleure comédie musicale pour The Producers (comédie musicale)[28]

Online Film & Television Association
- 2006 : OFTA Film Hall of Fame des scénaristes[29]
- 2019 : OFTA Film Hall of Fame des acteurs[30]

Oscars du cinéma
- 1969 : Meilleur scénario original pour Les Producteurs (film, 1968) (The Producers)[31]

Outer Critics Circle Awards
- 2001 : Meilleure comédie musicale à Broadway pour The Producers (comédie musicale)[32]
- 2008 : Meilleure nouvelle comédie musicale à Broadway pour Young Frankenstein (comédie musicale)[33]

Primetime Emmy Awards
- 1967 : Meilleur scénario pour une émission de divertissement pour The Sid Caesar, Imogene Coca, Carl Reiner, Howard Morris Special[34]
- 1997 : Meilleur acteur invité dans une série télévisée comique pour le rôle de l'oncle Phil dans Dingue de toi[34]
- 1998 : Meilleur acteur invité dans une série télévisée comique pour le rôle de l'oncle Phil dans Dingue de toi[34]
- 1999 : Meilleur acteur invité dans une série télévisée comique pour le rôle de l'oncle Phil dans Dingue de toi[34]

Saturn Awards
- 1976 : Meilleure réalisation pour Frankenstein Junior
- 1976 : Meilleur film d'horreur pour Frankenstein Junior

Stinkers Bad Movie Award
- 1982 : Pire comédie pour La Folle Histoire du monde (History of the World, Part I)
- 1988 : Pire film pour La Folle Histoire de l'espace (Spaceballs)

Tony Awards
- 2001 : Meilleure comédie musicale pour The Producers (comédie musicale)[35]
- 2001 : Meilleur livret de comédie musicale pour The Producers (comédie musicale)[35]
- 2001 : Meilleure partition originale pour The Producers (comédie musicale)[35]

Writers Guild of America Awards
- 1969 : Meilleur scénario original pour Les Producteurs (film, 1968)[36]
- 1975 : Meilleur scénario original pour Le shérif est en prison (Blazing Saddles)[36]
- 2003 : Laurel Award for Screenwriting Achievement pour l'ensemble de sa carrière[37]

### Nominations
British Academy Film Awards
- 1975 : Meilleur scénario original pour Le shérif est en prison[38]

Behind the Voice Actors Awards 
- 2016 : Meilleure performance vocale masculine dans un second rôle dans un long métrage pour Hôtel Transylvanie 2[39]

Daytime Emmy Awards
- 2005 : Meilleur interprète dans un programme d'animation pour Piggly et ses amis (Jakers! The Adventures of Piggley Winks)

Drama Desk Awards
- 2008 : Meilleures paroles pour Frankenstein Junior (comédie musicale) (Young Frankenstein)

Drama League Awards
- 2008 : Meilleure production d'une comédie musicale pour Frankenstein Junior (comédie musicale)

Gold Derby Awards
- 2004 : Meilleur acteur invité dans une série télévisée comique pour Larry et son nombril (Curb Your Enthusiasm)
- 2006 : Meilleure chanson originale pour There's Nothing Like a Show on Broadway dans Les Producteurs (film, 2005) (The Producers)
- 2008 : Pour l'ensemble de sa carrière

Golden Globe Awards
- 1969 : Meilleur scénario pour Les Producteurs (film, 1968)[40]
- 1977 : Meilleur film musical ou de comédie pour La Dernière Folie de Mel Brooks (Silent movie)[41]
- 1977 : Meilleur acteur dans un film musical ou une comédie pour le rôle de Mel Funn dans La Dernière Folie de Mel Brooks[41]
- 1978 : Meilleur film musical ou de comédie pour Le Grand Frisson (High Anxiety)[42]
- 1978 : Meilleur acteur dans un film musical ou une comédie pour le rôle du Dr Richard H. Thorndyke dans Le Grand Frisson[40]
- 2006 : Meilleur film musical ou de comédie pour Les Producteurs (film, 2005)[43]
- 2006 : Meilleure chanson originale pour There's Nothing Like a Show on Broadway dans Les Producteurs (film, 2005)[43]

Grammy Awards
- 1961 : Meilleur album comique pour 2000 Year Old Man[24]
- 1962 : Meilleur album comique pour 2001 Years With Carl Reiner And Mel Brooks[24]
- 1964 : Meilleur album comique pour Carl Reiner And Mel Brooks At The Cannes Film Festival[24]
- 1982 : Meilleur album comique pour Mel Brooks' History of the World, Part I[24]
- 1982 : Meilleur album comique pour The Inquisition[24]
- 2007 : Meilleure chanson écrite pour un média visuel pour There's Nothing Like A Show On Broadway dans Les Producteurs (film, 2005)[24]
- 2009 : Meilleur album de comédie musicale pour Young Frankenstein (comédie musicale)[24]

Rubans d'argent
- 1984 : Meilleur acteur étranger pour To Be or Not to Be[44]

Online Film & Television Association
- 1997 : Meilleur acteur invité dans une série télévisée comique pour Dingue de toi[45]
- 1999 : Meilleur acteur invité dans une série télévisée comique pour Dingue de toi[46]

Oscars du cinéma
- 1975 : Meilleur scénario adapté pour Frankenstein Junior[47]
- 1975 : Meilleure chanson originale pour Blazing Saddles dans Le shérif est en prison[47]

Outer Critics Circle Awards
- 2008 : Meilleure nouvelle partition pour Young Frankenstein[33]

Primetime Emmy Awards
- 1956 : Meilleur scénario pour une série télévisée comique pour Caesar's Hour[34]
- 1957 : Meilleur scénario pour une série télévisée comique pour Caesar's Hour[34]
- 1958 : Meilleur scénario pour une série télévisée comique pour Caesar's Hour[34]
- 1966 : Meilleur scénario pour une série télévisée comique pour Max la Menace (Get Smart)[34]
- 2012 : Meilleur programme spécial de variété pour Mel Brooks and Dick Cavett Together Again[34]
- 2013 : Meilleur programme spécial de variété pour Mel Brooks Strikes Back![34]
- 2015 : Meilleur acteur invité dans une série télévisée comique pour The Comedians[34]
- 2015 : Meilleur scénario pour un programme spécial de variété pour Mel Brooks Live at the Geffen[34]
- 2015 : Meilleur programme spécial de variété pour Mel Brooks Live at the Geffen[34]

Stinkers Bad Movie Awards
- 1982 : Pire chanson dans un film pour The Inquisition dans La Folle Histoire du monde
- 1998 : Lifetime Non-Achievement Award – The Hall of Shame pour l'ensemble de sa carrière

Writers Guild of America Awards
- 1969 : Meilleur scénario pour une comédie pour Les Producteurs (film, 1968)[37]
- 1971 : Meilleur scénario adapté pour Le Mystère des douze chaises (The Twelve Chairs)[37]
- 1975 : Meilleur scénario adapté pour Frankenstein Junior[37]
- 1977 : Meilleur scénario original pour La Dernière Folie de Mel Brooks[37]

### Honneurs
- Le 6 décembre 2009, il est récipiendaire du Kennedy Center Honors[48].
- Le 23 avril 2010, il reçoit la 2406e étoile du Hollywood Walk of Fame, située au 6712 Hollywood Blvd[49].
- Le 9 septembre 2014, il a les honneurs du Chinese Theater de Los Angeles. l'acteur, facétieux, a laissé l'empreinte de 11 doigts dans le béton ; ceci grâce à une prothèse simulant un sixième doigt à la main gauche[50].
- Le 22 septembre 2016, Mel Brooks a été décoré de la National Medal of Arts par le président américain Barack Obama[51].